# Frasnacht
Frasnacht (toponimo tedesco) è una frazione del comune svizzero di Arbon, nel Canton Turgovia (distretto di Arbon).

## Storia

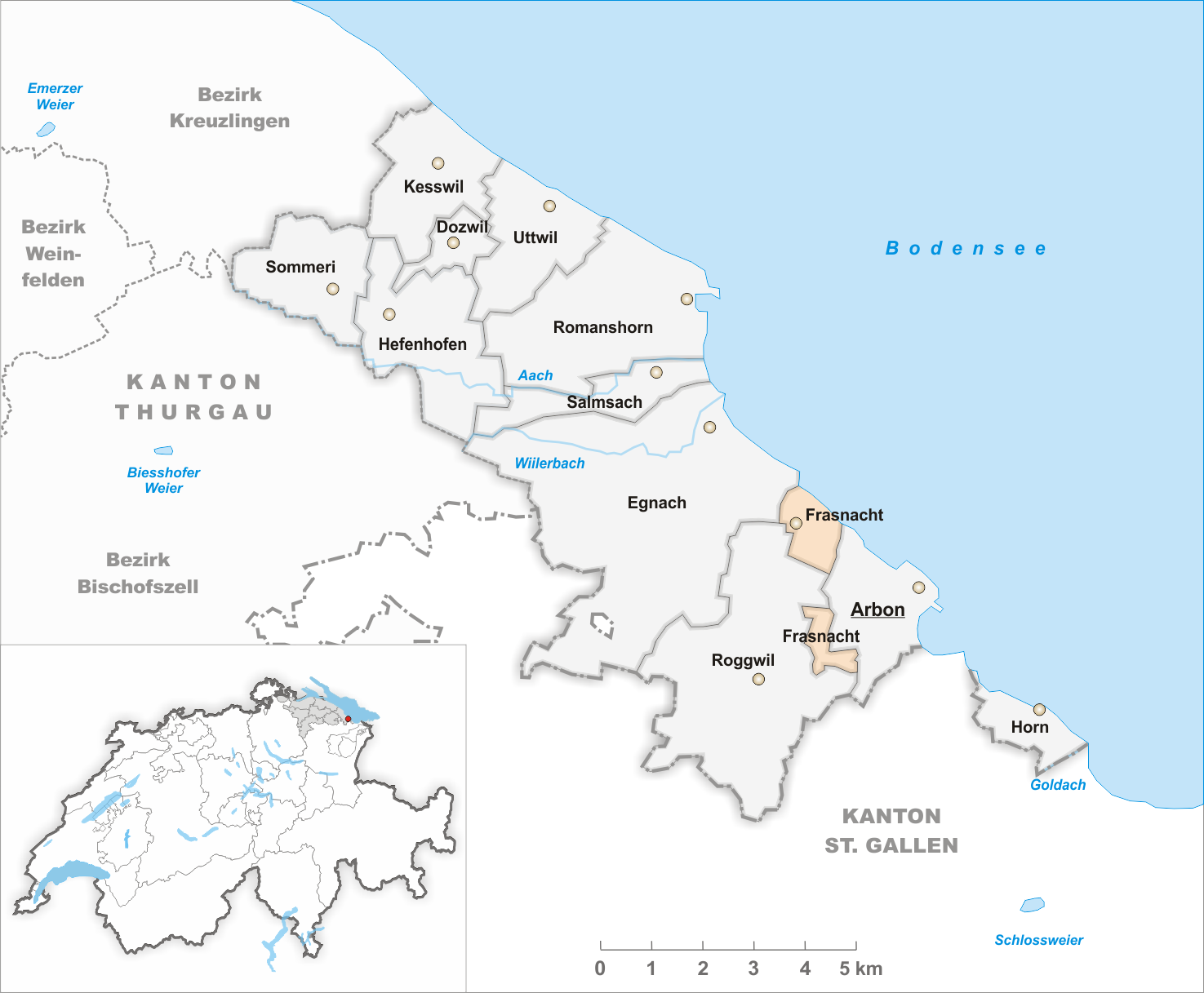
Il territorio del comune di Frasnacht prima degli accorpamenti comunali del 1998

Già comune autonomo (Ortsgemeinde) istituito nel 1857 per scorporo dal comune di Egnach che comprendeva anche le frazioni di Feilen, Kratzern, Speiserslehn, Stachen e Steineloh e che si estendeva per 0,6 km², nel 1998 è stato accorpato al comune di Arbon.

## Società

### Evoluzione demografica
L'evoluzione demografica è riportata nella seguente tabella:
Abitanti censiti

## Amministrazione
Ogni famiglia originaria del luogo fa parte del cosiddetto comune patriziale e ha la responsabilità della manutenzione di ogni bene ricadente all'interno dei confini della frazione.